# Ángel Larroca
Ángel Larroca (Calataiud, província de Saragossa; entre 1880 i 1890-Múrcia, 1947) va ser un compositor aragonès. A principis del s. XX es va fer càrrec del benefici de MC de la Catedral de Múrcia i, quan el 1918 es va crear el Conservatori de Música de Múrcia, va ser nomenat professor d'harmonia, lloc que va ocupar fins a la seva mort. Va escriure obres religioses i profanes, particularment peces corals amb motius murcians, i el difós motet No me mueve mi Dios para quererte.